# Arco della Vittoria

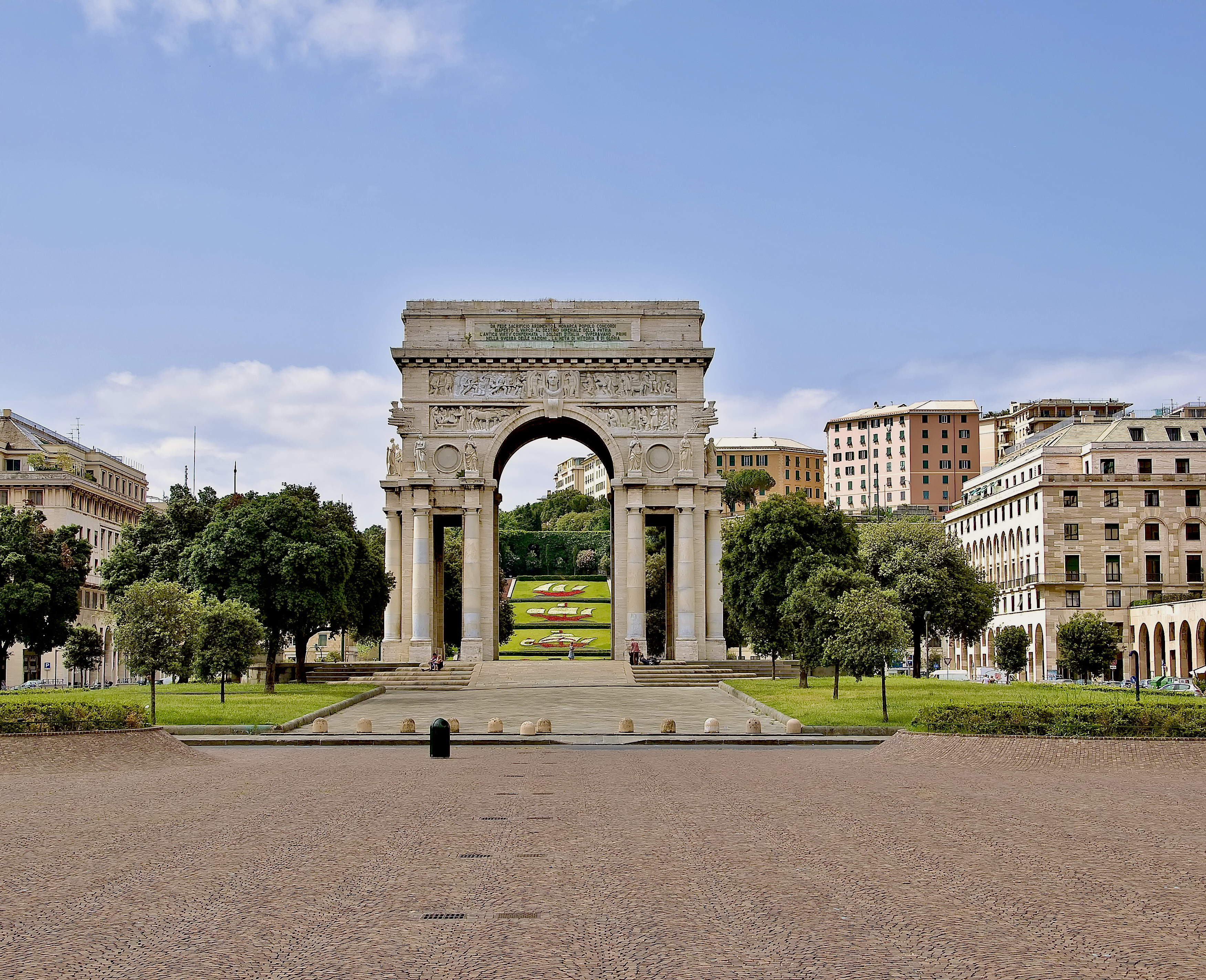
Nordfassade, im Hintergrund die Scalinata delle Caravelle

Der Arco della Vittoria (Siegesbogen), auch Monumento ai Caduti oder Arco dei Caduti (Denkmal bzw. Bogen für die Gefallenen) steht mittig auf der Piazza della Vittoria in Genua. Der neoklassizistische Triumphbogen wurde zum Gedenken an die Gefallenen des Ersten Weltkrieges errichtet und am 31. Mai 1931 eingeweiht.
Die Stadt Genua beschloss 1923 die Errichtung eines Denkmals für den Sieg im Ersten Weltkrieg bzw. ein Ehrenmal für dessen Gefallene. Zur selben Zeit plante man städtebaulich aufwertende Maßnahmen im Bereich der bis dahin eher als militärischer Paradeplatz genutzten Piazza della Vittoria, die im Osten vom noch offen liegenden Bisagno begrenzt wurde. Er wurde 1928–1931 überbaut und fließt heute unter der Via Brigate Partigiane.
Die Gestaltungskommission entschied sich für einen Entwurf des Architekten Marcello Piacentini und des Bildhauers Arturo Dazzi. Er vereine Stilelemente des Römischen Reichs und der Renaissance und unterstreiche somit den heroischen und triumphalen Charakter des Monuments. Der Entwurf wurde später noch einmal überarbeitet und die Gestaltung vereinfacht.

## Architektur

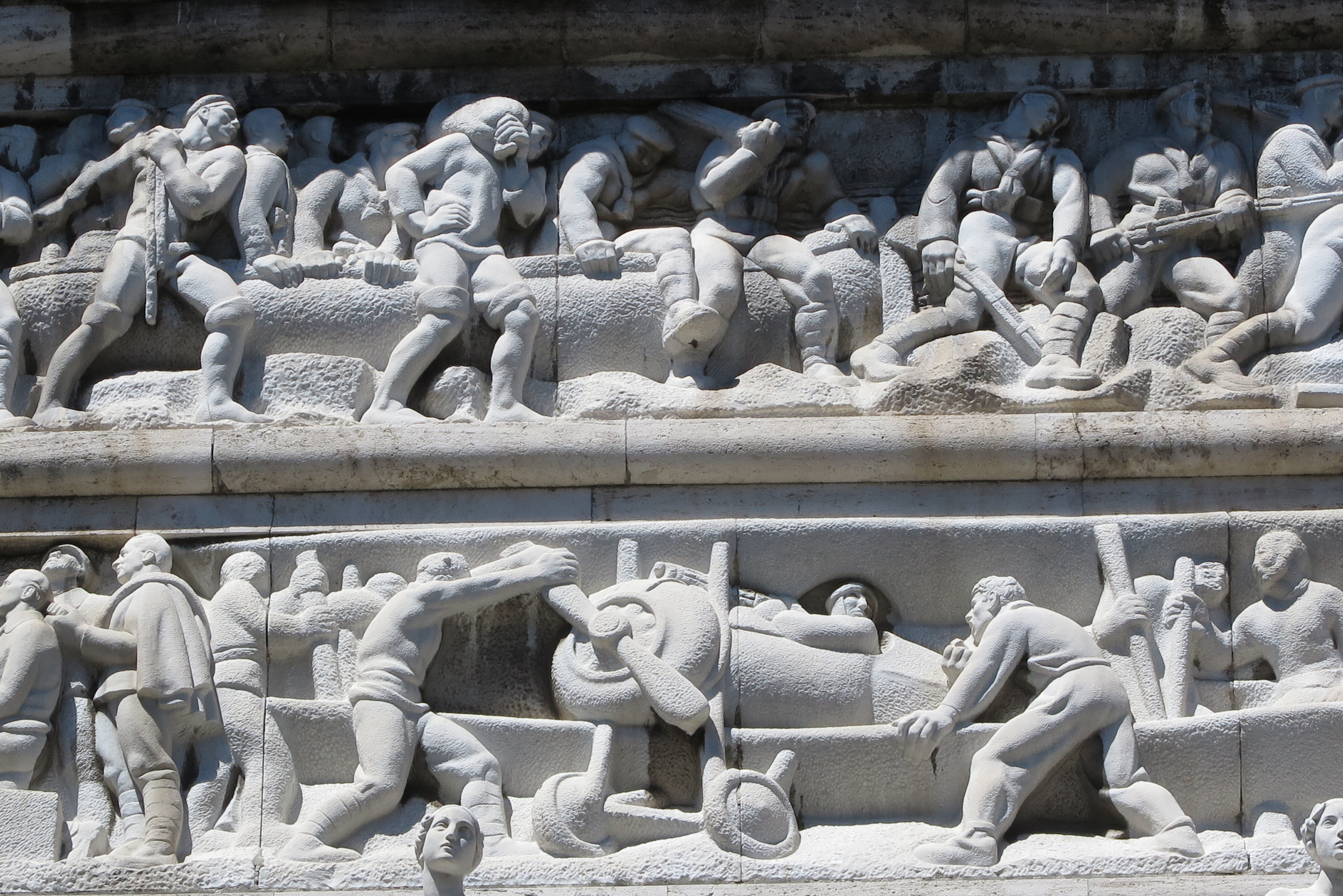
Ausschnitt des Ostfrieses

Der Bogen steht auf einem elliptischen Sockel, der wiederum auf der Wegkreuzung innerhalb einer Grünfläche liegt. In der unterirdischen Krypta befinden sich ein aus Rosso Levanto gearbeiteter Altar sowie weitere Skulpturen und die Namen der 680.000 Gefallenen.
Die Konstruktion wird außen von 12 quaderförmigen Pfeilern getragen. Den Pfeilern vorgelagert stehen insgesamt 16 dorische Säulen, auf denen allegorische Figuren stehen. Auf vier dorischen Säulen im Inneren der Tordurchfahrt ruhen zwei Lünetten. Die stellen den Frieden und die Familie dar.
Wiederum außen zeigen zwei Friese Szenen des Krieges: die italienischen Infanterieeinheiten Alpini und Bersaglieri, Motive der Marine und der Luftwaffe, die im Ersten Weltkrieg für Italien bedeutenden Kriegsschauplätze an den Flüssen Piave und Isonzo sowie das Rote Kreuz und eine Feldmesse. Ein Soldat auf der Westseite des Frieses trägt die Gesichtszüge von Benito Mussolini. Die Ecken auf Höhe des unteren Frieses werden in Anlehnung an römische Trophäen durch Rostren betont.
Entlang der Attika befinden sich Inschriften u. a. mit dem Errichtungsjahr sowie eine Widmung an die „Söhne, die für das Vaterland starben, im Kampf zu Land, zu Wasser und in der Luft (…) 1915–1918“ (I FILGLI MORTI PER LA PATRIA COMBATTENDO IN TERRA IN MARE IN CIELO (…) MXMXV-MCMXVIII).